# Iwan Matewosow
Iwan Iwanowicz Matewosow (ros. Иван Иванович Матевосов, ur. w grudniu 1905 we wsi Adżigora w guberni erywańskiej, zm. w październiku 1979 w Moskwie) – Ormianin, funkcjonariusz radzieckich służb specjalnych, generał major, ludowy komisarz/minister spraw wewnętrznych Armeńskiej SRR (1943-1947).

## Życiorys
Do 1918 uczeń szkoły przemysłowej w Baku, później uczeń ślusarza, od maja 1920 do lipca 1921 instruktor rejonowego komitetu Komsomołu w Baku, później kierownik wydziału KC Komsomołu Armenii w Erywaniu, od czerwca 1922 w RKP(b)/WKP(b), od lipca 1923 do lipca 1924 kierownik wydziału agitacyjno-propagandowego rejonowego komitetu Komsomołu w Baku, następnie przewodniczący bakijskiego komitetu Komsomołu. Od grudnia 1924 do kwietnia 1926 na kursach w Tbilisi, później funkcjonariusz partyjny Komunistycznej Partii (bolszewików) Gruzji, od czerwca 1927 do grudnia 1928 przewodniczący stowarzyszenia związku hodowców tytoniu w Soczi, od grudnia 1928 do stycznia 1930 pracownik Czarnomorskiego Komitetu Okręgowego WKP(b), od stycznia do sierpnia 1930 kierownik Wydziału Organizacyjnego Okręgowego Związku Kołchozów w Noworosyjsku, od sierpnia 1930 do lipca 1931 szef Wydziału Agitacyjno-Propagandowego Komitetu Miejskiego WKP(b) w Noworosyjsku. Od lipca 1931 do stycznia 1932 kierownik wydziału rejonowego komitetu WKP(b) w Rostowie nad Donem, od stycznia 1932 do września 1933 kierownik sektora wydziału Północnokaukaskiego Komitetu Krajowego WKP(b), od września 1933 do grudnia 1934 instruktor odpowiedzialny tego komitetu, od grudnia 1934 do stycznia 1937 I sekretarz Suworowskiego Komitetu Rejonowego WKP(b) w Kraju Północnokaukaskim.
Od 9 stycznia 1937 w Wydziale 4 Głównego Zarządu Bezpieczeństwa Państwowego, od 23 kwietnia 1937 do kwietnia 1938 pomocnik szefa Oddziału 7 Wydziału 4 Głównego Zarządu Bezpieczeństwa Państwowego w stopniu starszego porucznika bezpieczeństwa państwowego, od kwietnia do września 1938 pomocnik szefa oddziału Wydziału 4 Zarządu 1 NKWD ZSRR, od września do 1 listopada 1938 pomocnik szefa Oddziału 7 Wydziału 2 Głównego Zarządu Bezpieczeństwa Państwowego, od 1 listopada 1938 do 1 stycznia 1939 starszy śledczy Sekcji Śledczej Wydziału 2 Głównego Zarządu Bezpieczeństwa Państwowego, od 1 kwietnia do 4 września 1939 starszy śledczy Sekcji Śledczej NKWD ZSRR, od 4 września 1939 do 7 marca 1941 starszy śledczy Sekcji Śledczej Głównego Zarządu Bezpieczeństwa Państwowego. Od 7 marca do 12 sierpnia 1941 szef Oddziału 3 Wydziału 2 Sekcji Śledczej NKGB ZSRR, 15 lipca 1941 awansowany na kapitana bezpieczeństwa państwowego, od 12 sierpnia 1941 do 7 maja 1943 starszy śledczy Sekcji Śledczej do Spraw Szczególnie Ważnych NKWD ZSRR, 11 lutego 1943 awansowany na podpułkownika bezpieczeństwa państwowego, od 7 maja 1943 do 31 lipca 1947 ludowy komisarz/minister spraw wewnętrznych Armeńskiej SRR, 12 maja 1943 mianowany komisarzem bezpieczeństwa państwowego, a 9 lipca 1945 generałem majorem. Od 22 września 1947 do 24 marca 1953 szef Zarządu 2 Gułagu MWD ZSRR, równocześnie od 12 marca 1949 pełnomocnik MWD ZSRR ds. "deportacji kułaków z rodzinami i rodzin bandytów i nacjonalistów" z Litewskiej SRR, od 24 marca do 7 maja 1953 szef Wydziału 2 Zarządu 4 MWD ZSRR, od 7 maja do 10 grudnia 1953 szef Wydziału 4 Zarządu 4 MWD ZSRR, następnie w dyspozycji Zarządu Kadr MWD/KGB ZSRR, 8 maja 1954 zwolniony ze służby. Później pracował na kierowniczych stanowiskach w moskiewskich trustach naftowych i budowlanych, od maja 1973 na emeryturze.
23 listopada 1954 pozbawiony stopnia generalskiego "za zdyskredytowanie siebie podczas pracy w organach bezpieczeństwa państwowego".

## Odznaczenia
- Order Czerwonego Sztandaru (dwukrotnie - 20 września 1943 i 8 marca 1944)
- Order Wojny Ojczyźnianej I klasy (24 sierpnia 1949)
- Order Czerwonego Sztandaru Pracy (24 listopada 1945)
- Odznaka "Honorowy Funkcjonariusz Czeki/GPU (XV)" (31 sierpnia 1937)

I 11 medali.